# Szorosad
Szorosad is een plaats (község) en gemeente in het Hongaarse comitaat Somogy. Szorosad telt 107 inwoners (2001).